# Wimereux
Wimereux là một xã trong vùng Hauts-de-France, thuộc tỉnh Pas-de-Calais, quận Boulogne-sur-Mer, tổng Boulogne-sur-Mer-Nord-Ouest. Tọa độ địa lý của xã là 50° 46' vĩ độ bắc, 01° 36' kinh độ đông. Wimereux có điểm thấp nhất là 0 mét và điểm cao nhất là 71 mét. Xã có diện tích 7,71 km², dân số vào thời điểm 1999 là 7493 người; mật độ dân số là 972 người/km².